# Марія Клементина Австрійська (1777–1801)
Марія Клементина Австрійська (нім. Maria Klementine von Österreich), також Марія Клементина Габсбург-Лотаринзька (нім. Maria Klementine von Habsburg-Lothringen), повне ім'я Марія Клементина Йозефа Йоганна Фіделіс (нім. Maria Clementina Josephe Johanna Fidelis), (нар. 24 квітня 1777 — пом. 15 листопада 1801) — ерцгерцогиня Австрійська з династії Габсбургів, донька імператора Священної Римської імперії Леопольда II та іспанської інфанти Марії Луїзи, дружина спадкоємного принца Неаполітанського та Сицилійського королівств Франциска, який носив титул герцога Калабрійського.

## Біографія

### Дитинство та юність
Марія Клементина народилася 24 квітня 1777 року на віллі Поджо-Імперіале поблизу Флоренції. Вона була десятою дитиною та третьою донькою великого герцога Тоскани П'єтро Леопольдо I та його дружини Марії Луїзи Іспанської. Своє ім'я новонароджена отримала на честь двоюрідного діда Клеменса Венцеслава Саксонського, останнього курфюрста Тріру, який став одним із її хрещених батьків. Дівчинка мала старших сестер Марію Терезію та Марію Анну й братів Франца, Фердинанда, Карла, Александра Леопольда, Максиміліана та Йозефа. Ще один брат помер немовлям до її народження. Згодом сім'я поповнилася шістьома молодшими дітьми. 

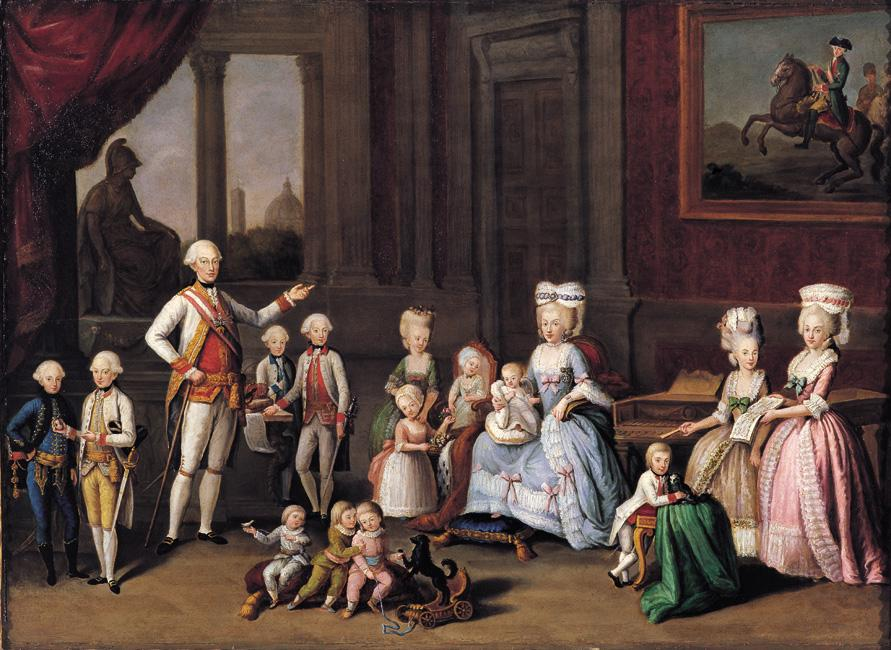
Марія Клементина (в центрі) у колі родини

Мешкала родина у Флоренції. Шлюб батьків був щасливим. Марія Луїза завжди підтримувала чоловіка та терпляче ставилася до його поведінки. Дітей виховували вільно, подалі від офіційного придворного життя, інколи виїжджаючи з ними у мандрівки сільською місцевістю або узбережжям.
У 1790 році батько посів престол Священної Римської імперії після свого бездітного брата і став відомим під іменем Леопольда II. Родина оселилася у Відні.
Невдовзі був оформлений шлюб за домовленістю Марії Клементини зі спадкоємним принцом Неаполю та Сицилії Франциском. Молоді люди доводилися одне одному кузенами. Договір був підписаний 19 вересня 1790 у Відні. Союз був завершальною частиною плану закріплення відносин між віденським двором та Неаполітансько-Сицилійським королівством. Протягом місяця перед цим шлюби з неаполітанськими принцесами взяли старші брати Марії Клементини, Франц та Фердинанд. Однак, на відміну від них, весілля ерцгерцогині було на певний час відкладене. Вона й надалі продовжувала жити з батьками. Леопольд II помер після двох років царювання, коли Марії Клементині ще не було 15. Матір пережила його на два місяці. Імператором Священної Римської імперії став її старший брат Франц II. В той же час Франція почала військові дії проти Габсбургів у Австрійських Нідерландах, що стало початком війни першої коаліції, яка тривала п'ять років. Італія практично весь цей час була театром бойових дій.

### Подружнє життя
У квітні 1797 року Австрія підписала з Францією Леобенський договір, і військові дії припинилися. За два місяці Марія Клементина відпливла з Трієсту до королівства чоловіка. Її змальовували як добру, освічену дівчину з почуттям гідності. Обличчя ерцгерцогині мало сліди перенесеної віспи, однак це зовсім не псувало її.

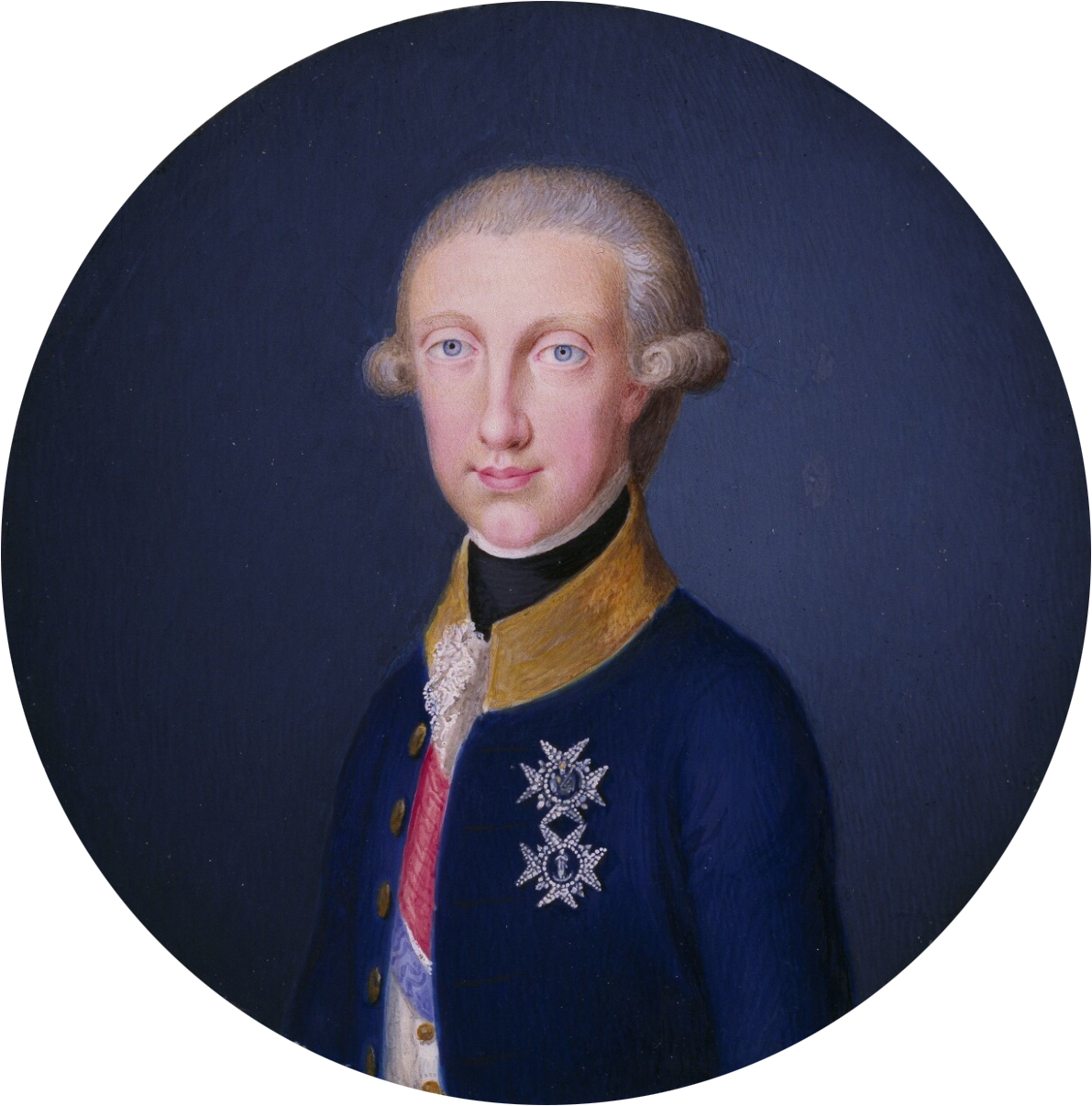
Портрет Франциска пензля невідомого майстра, XVIII сторіччя

У віці 20 років вона стала дружиною спадкоємного принца Франциска, свого однолітка. Наречений був сином правлячого короля Неаполю та Сицилії Фердинанда та австрійської ерцгерцогині Марії Кароліни. Вінчання відбулося 26 червня 1797 на землях нареченого, у Фоджі. Весілля було простим і не супроводжувалося пишними урочистостями.
Свекруха доброзичливо ставилася до невістки, оскільки та була її рідною племінницею. Вона писала про молоду пару: «Мій син пристрасно у неї закоханий, і вона відповідає йому взаємністю. Таке задоволення бачити, що вони так гармонійно поєднуються. Я радію з принцеси: така ніжна, свіжа, розсудлива та люб'язна».
Втім, Марія Клементина сумувала за домом, була похмурою та стриманою. За кілька тижнів Марія Кароліна стурбовано писала, що невістка взагалі нічим не цікавиться, є незадоволеною, і всі це помічають. Увага чоловіка розраджувала принцесу, і навіть на публіці вони вели себе як закохані. Королеві довелося відділити сестер Франциска від пари, аби запобігти ранньому пробудженню їхньої чуттєвості.
Пару поєднувало зневажливе ставлення до придворного життя, любов до ігор, прогулянок та несерйозних розмов. Будучи більш освіченою та розумною, Марія Клементина мала домінуючу роль у стосунках. За півроку вона завагітніла і в листопаді 1798 року народила доньку. 
У листопаді 1798 року Неаполь, порушивши умови Паризького миру 1796 року, напав на Римську республіку. Хід війни виявився несприятливим для королівства, і в кінці грудня монарша родина на англійському кораблі відпливла до Сицилії. В Палермо подружжя віддавало перевагу проведенню часу у сільській місцевості та сімейним справам, зовсім не займаючись політикою. Мешкали вони на віллі Спедалотто, яка мала вигляд одноповерхової будівлі, розміщеної на пагорбі на краю рівнини Соланто, оточеному оливковими гаями.

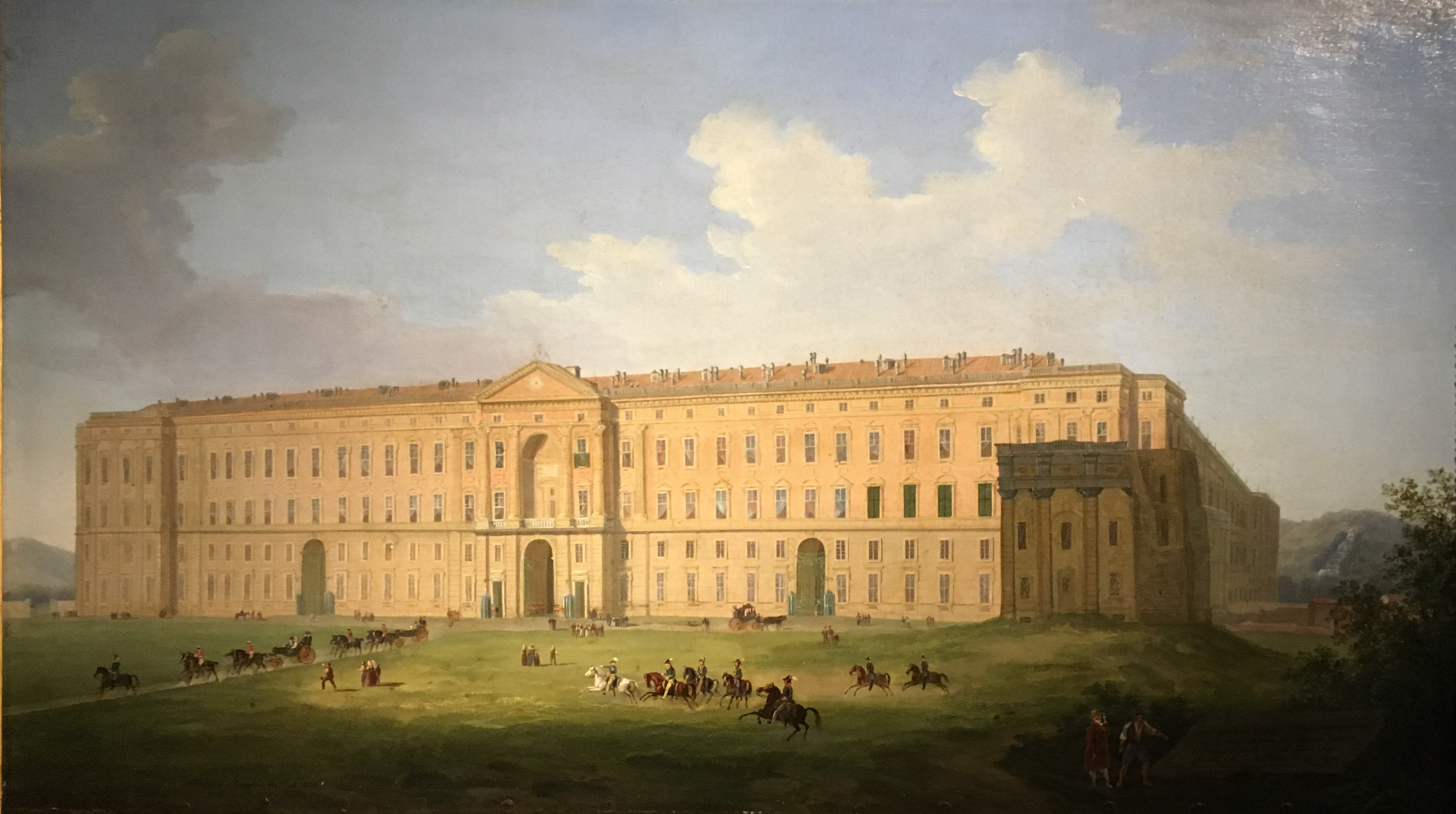
Палац Казерта — головна резиденція Неаполітанського королівського дому

Після народження сина, Марія Клементіна просила як дарунок, зберегти життя Луїзі Санфеліче. Втім, король відмовився дати помилування засудженій аристократці.
У 1801 році родина, втративши сина, повернулася до Неаполю. Марія Клементина померла невдовзі після цього від хвороби легень, яка, ймовірно, була сухотами. Похована в базиліці Санта-К'яра.
Вже за десять днів після смерті дружини, Франциск висловив бажання взяти другий шлюб, оскільки, за його словами, безшлюбність пригнічувала його. За наречену він обрав іншу кузину, Марію Ізабеллу Іспанську. Король Фердинанд підтримав рішення сина, королева ж, з якою він не радився з даного приводу, була дуже збентежена поспіхом та відсутністю належного терміну трауру, висловлювала сором за Франциска та була проти цього союзу. Зрештою, за п'ять місяців шлюб із 12-річною іспанською інфантою було укладено. Франциск, переживши першу дружину на 29 років, став у 1825 році королем Обох Сицилій. Похований також у Санта-К'ярі.
Під час зруйнування базиліки у червні 1944 році, під час Другої світової війни, поховання Бурбонів були перенесені до церкви Сан-Франческо де Паола в Неаполі. 29 березня 1958 року прах королівської родини було повернуто до Санта-К'яри.

## Родина
Чоловік — Франциск I, король Обох Сицилій
Діти:
- Марія Кароліна (1798—1870) — дружина французького принца Шарля Фердинанда д'Артуа, після його смерті — італійського герцога делла Грація Етторе Карло Луккезі-Паллі, мала дев'ятеро дітей від обох шлюбів;
- Фердинанд Франциск (1800—1801) — прожив 10 місяців.

## Нагороди
- Орден Зіркового хреста (Династія Габсбургів).

## Титули
- 24 квітня 1777—26 червня 1797 — Її Королівська Високість Ерцгерцогиня Марія Клементина Австрійська, Принцеса Тосканська;
- 26 червня 1797—15 листопада 1801 — Її Королівська Високість Спадкоємна Принцеса Неаполю.

## В мистецтві

### Кінематограф
- Є дійовою особою італійської історичної драми «Луїза Сан-Феліче» 1942 року режисера Лео Менарді. Її роль виконує Жолі Феррарі.[8]
- Є персонажем однієї з серій італійського міні-телесеріалу «Луїза Сан-Феліче» 1966 року режисера Леонардо Кортезе. Втілена на екрані К'ярою Кайолі.[9]